# Льотки
Льотки (біл. вёска Лёткі) — село в складі Мядельського району Мінської області, Білорусь. Село підпорядковане Княгининській сільській раді, розташоване в північній частині області.

## Історія
З 1793 після другого розділу Речі Посполитої Льотки, як і вся Вілейщина, входила до складу Російської імперії, був утворений Вілейський повіт у складі спочатку Мінської губернії, а з 1843 - Віленської губернії.
У 1921–1945 роках село знаходилось у Польщі, у Вільнюськім воєводстві, Вілейського повіту, у гміні Крывічы.

## Населення
- 1921 рік — 100 людини, 18 будинків[2]
- 1931 рік — 110 людини, 22 будинків[3].